# Lesotho Mounted Police Service FC
O Lesotho Mounted Police Service FC é um clube de futebol com sede em Maseru, Lesoto. A equipe compete na Lesotho Premier League.

## História
O clube foi fundado pela força policial de Lesoto.

## Títulos
Lesotho Premier League (1): 1972